# الحبيسة والمستحاطة

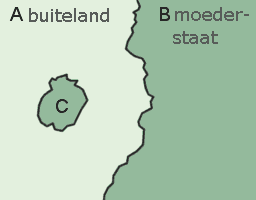
سكان A يكتنفون أو يحبسون أرض C فهي من وجهة نظرهم حبيسة، أما أهل B فإن أرضهم في C مُستحاطة.

الأرض الحبيسة أو المُكْتَنَفة أو المحصورة (بالإنجليزية: Enclave) منطقةٌ مُنفصلة عن إقليمها داخل إقليم غريب. والأرض المستحاطة أو المفصولة (بالإنجليزية: Exclave) جزء من بلد ما تُحيط به أرض أجنبية. سان مارينو وليسوتو هي أمثلة لمطوقات. وخلافاً للأرض المستحاطة، فإن الأرض الحبيسة يمكن أن يحيط بها العديد من الدول. جمهورية نخجوان الذاتية هي أرض حبيسة.

## الدول الحبيسة
توجد ثلاث دول محاطة بالكامل بأراضي و/أو المياه الداخلية لدولة أخرى:
- سان مارينو المحصورة ضمن إيطاليا.
- مدينة الفاتيكان المحصورة ضمن مدينة روما في إيطاليا.
- ليسوتو المحصورة ضمن جنوب إفريقيا.

تاريخيًا، بادرت حكومة نظام الفصل العنصري (الأبارتايد) إلى منح أربع قطاعات من إقليم بانتوستان (أو الأوطان السوداء) في جنوب إفريقيا استقلالًا اسميًا دون اعتراف دولي خلال الفترة الممتدة من من عام 1976 حتى إعادة ضمها في عام 1994. في حين ظلت مناطق أخرى واقعةً تحت حكم الدولة خلال الفترة الممتدة من عام 1948 حتى عام 1994. عدت أجزاء مختلفة من قطاعات بانتوستان بمثابة جيوب حبيسة حقيقية، وذلك نظرًا لخضوعها للتقسيم الشديد.
يعامل مبدأ السيادة القبلية المنصوص عليه في دستور الولايات المتحدة المحميات الهندية المعترف بها على المستوى الاتحادي كجيوب حبيسة شبه مستقلة.

## الأقاليم المستحاطة الحقيقية
تعد الأقاليم المستحاطة الحقيقية امتدادًا لمفهوم الأقاليم الحبيسة الحقيقية. ينبغي على المسافر المرور عبر تراب دولة واحدة على الأقل حتى يصل إلى إقليم مستحاط حقيقي من أراضي البر الرئيسي. ومن الأمثلة على ذلك:
- ناخيتشيفان (نخجوان)، الذي يحد كلًا من تركيا وأرمينيا وإيران، وهو إقليم مستحاط تابع لأذربيجان.[10]
- قطاع غزة، الذي يحد كلًا من مصر وإسرائيل والبحر الأبيض المتوسط، وهو إقليم مستحاط تابع لدولة فلسطين.
- بارلة-هرتوخ، الذي يشمل مجموعة من الأقاليم المستحاطة البلجيكية في هولندا.
- في الإمارات العربية المتحدة، لدى أربع إمارات خمسة أقاليم مستحاطة حقيقية: دبي (حتا)، وعجمان (مصفوت ومنامة)، ورأس الخيمة (الجزء الجنوبي من القسمين غير المتصلين للإمارة)، والشارقة (النحوة، وهي إقليم مستحاط حقيقي على المستوى الوطني، وإقليم مستحاط مضاد).[11]
- ييفيا، وهو إقليم حبيس وإقليم مستحاط تابع لإسبانيا ومحاط بفرنسا.
- كامبيوني ديتاليا هو إقليم حبيس وإقليم مستحاط يتبع لإيطاليا ومحاط بسويسرا.
- بوزنغن أم هوخراين، هو إقليم حبيس وإقليم مستحاط يتبع لألمانيا ومحاط بسويسرا. تبلغ أقصر مسافة من حدود بوزنغن إلى الجزء الرئيسي من الأراضي الألمانية حوالي 700 متر (نحو 2,300 قدم).
- جزر ليكوما وتشيزومولو الواقعة في بحيرة مالاوي، هي عبارة عن أقاليم حبيسة وأقاليم مستحاطة تابعة لمالاوي، محاطة بمياه موزمبيق الإقليمية.[12]
- تملك أوزبكستان بعض الأقاليم الحبيسة ضمن قرغيزستان وطاجيكستان. على سبيل المثال، مقاطعتا سوخ وشاة مردان المحاطتان بقرغيزستان بصورة كاملة.

## المفاهيم والمصطلحات المرتبطة

### الأقاليم شبه الحبيسة وشبه المستحاطة
الأقاليم شبه الحبيسة والأقاليم شبه المستحاطة هي عبارة عن مناطق كانت ستعتبر أقاليمًا حبيسة أو مستحاطة في حال عدم امتلاكها حدودًا بحرية غير محاطة. يمكن أن توجد الأقاليم شبه الحبيسة كدول مستقلة فلا يحدها سوى دولة واحدة فقط، على غرار موناكو وغامبيا وبروناي. يصرح فينوكوروف (2007) قائلًا: «تقنيًا، لا يحد البرتغال والدنمارك وكندا سوى دولة أجنبية واحدة فقط، ولكنها ليست محاطة من الناحية الجغرافية أو السياسية أو الاقتصادية». فهي تمتلك إمكانية وصول واسعة إلى المياه الدولية. وفي الوقت نفسه، تمتلك دول محددة منفذًا بحريًا، ولكنها لا تزال محاطة بأراضي دولة أجنبية. لذلك، ينطبق المبدأ الكمي: يجب أن تكون حدودها البرية أطول من شريطها الساحلي. وبهذا التصنيف، تعتبر الدولة ذات السيادة شبه حبيسة في حال كان يحدها دولة واحدة فقط، وكانت حدودها البرية أطول من شريطها الساحلي البحري.
(منذ كتابة فينوكوروف في عام 2007، حصلت كل من كندا والدنمارك على دول ثانية مجاورة - بعضهما البعض - بعد تقسيم جزيرة هانس في عام 2022).
يؤكد فينوكوروف أنه «ليس هناك داعي لاتخاذ معيار كمي مماثل لتحديد نطاق الأقاليم شبه الحبيسة/شبه المستحاطة غير السيادية.» ومن الأمثلة على ذلك:
- ألاسكا، وهي إحدى الولايات الأمريكية، تعد أكبر إقليم شبه مستحاط في العالم، إذ تفصلها كندا عن بقية الولايات المتحدة.
- أوكوسي، وهي منطقة تقع في الجانب الشمالي الغربي من جزيرة تيمور، تعد إقليميًا شبه حبيس يتبع لتيمور الشرقية وتفصله إندونيسيا عن باقي أراضي البلاد.
- سبتة ومليلية، هما إقليمان إسبانيان شبه حبيسان يقعان على ساحل البحر الأبيض المتوسط في المغرب.
- مقاطعة تمبورونغ، وهو إقليم حبيس في بروناي ومحاط بماليزيا. يربط جسر تمبورونغ بين تمبورونغ والبر الرئيسي لبروناي.
- كوكينا، وهي قرية تقع في دولة قبرص الشمالية غير المعترف بها دوليًا، وهي عبارة عن إقليم شبه حبيس يقع على ساحل البحر الأبيض المتوسط. وتفصلها جمهورية قبرص عن باقي البلاد.
- مقاطعة كالينينغراد، وهي وحدة فيدرالية روسية (أوبلاست)، وهي عبارة عن إقليم شبه مستحاط يقع على ساحل بحر البلطيق ويحدها كل من ليتوانيا وبولندا. يمكن الوصول إليها من الأراضي الروسية من مدينة سانت بطرسبرغ عن طريق البحر عبر خليج فنلندا دون المرور عبر أراضي دول أخرى.
- كابيندا (كانت تعرف باسم الكونغو البرتغالية في السابق)، هو إقليم شبه مستحاط ومقاطعة أنغولية تقع على ساحل المحيط الأطلسي في جنوب غرب إفريقيا، وتفصلها عن المنفذ البحري الوحيد لجمهورية الكونغو الديمقراطية. كذلك يحدها جمهورية الكونغو.
- غيانا الفرنسية (أحد أقاليم فرنسا ما وراء البحار) في أمريكا الجنوبية، وهو عبارة عن إقليم شبه مستحاط تحيط به كل من سورينام والبرازيل والمحيط الأطلسي.
- تفصل مدينة نيوم في البوسنة والهرسك ما بين الجزء الجنوبي من مقاطعة دوبروفنيك نيريتفا في كرواتيا وبقية البلاد. كذلك يحدها الجبل الأسود.
- كانت جمهورية راغوزا قد منحت بلدة نيوم للإمبراطورية العثمانية لأنها لم ترغب في أن تتشارك حدود برية مع البندقية؛ وقد ورثت البوسنة والهرسك هذه البلدية الصغيرة. يربط جسر بيليتشاتس ما بين الإقليم شبه المستحاط وبقية البلاد.

### الأقاليم الحبيسة والمستحاطة دون الوطنية
راجع قائمة الأقاليم الحبيسة والمستحاطة للحصول على تغطية أشمل حول الأقاليم الحبيسة والمستحاطة دون الوطنية.
في بعض الأحيان، أدت التقسيمات الإدارية في بلد ما، لأسباب تاريخية أو عملية، إلى انتماء بعض المناطق إلى أحد التقسيمات، وذلك رغم ارتباطها بتقسيم آخر، ومن الأمثلة على ذلك:
- في فرنسا:
  - يحيط إقليمان حبيسان بإقليم البرانس الأطلسي الفرنسي الواقع جنوب غربي فرنسا. يتبع الإقليمان لإقليم البرانس الأعلى المجاور.
  - يوجد في إقليم فوكلوز الفرنسي إقليم مستحاط كبير إلى الشمال، وهو عبارة عن إقليم حبيس يقع داخل إقليم دروم - كانتون فالريس (المعروف تاريخيًا باسم جيب البابوات).
- في إيطاليا، يعد سان كولومبانو ألامبرو من الأقاليم المستحاطة التابعة لمقاطعة ميلانو عند التقاطع ما بين مقاطعة بافيا ومقاطعة لودي. نشأ هذا الإقليم المستحاط على إثر اقتطاع مقاطعة لودي من مقاطعة ميلانو، ولكن أظهر استفتاء أجري في سان كولومبانو رغبة السكان في البقاء ضمن ميلانو. ولذلك، تعتبر هذه البلدية المنطقة الوحيدة المنتجة للنبيذ في مقاطعة ميلانو التي يغلب عليها الطابع الحضري.
- في الهند:
  - تقع دادرا ضمن ولاية كجرات، وهي جزء من مقاطعة دادرا وناغار هافلي ومنطقة دمن وديو في الهند.
  - يتكون إقليم بودوتشيري الاتحادي من 12 جزءًا غير متصل، والعديد من هذه الأجزاء هي أقاليم حبيسة محاطة بأراضي ولاية تاميل نادو بالكامل. قبل ضم بودوتشيري، إلى جانب الأراضي الأخرى التابعة للهند الفرنسية إلى الهند في عام 1954، كانت هذه المناطق عبارة عن أقاليم حبيسة ضمن اتحاد الهند، وكانت قبل ذلك واقعة تحت حكم الراج البريطاني. تتكون مقاطعة ماهي في بودوتشيري من ثلاثة أجزاء غير متصلة، واثنان منها عبارة عن أقاليم حبيسة حقيقية تقع ضمن ولاية كيرلا. أما مقاطعة يانام في بودوتشيري فهي عبارة عن إقليم حبيس تحيط به أراضي ولاية أندرا برديش بالكامل.